# Хау (Индијана)
Хау (енгл. Howe) насељено је место без административног статуса у америчкој савезној држави Индијана.

## Демографија
По попису из 2010. године број становника је 807.
| Група             | 2000.    | 2010.       |
| Белци             | 0 (0,0%) | 625 (77,4%) |
| Афроамериканци    | 0 (0,0%) | 22 (2,7%)   |
| Азијати           | 0 (0,0%) | 24 (3,0%)   |
| Хиспаноамериканци | 0 (0,0%) | 118 (14,6%) |
| Укупно            | 0        | 807         |